# Campionati europei di nuoto di fondo 2012 - 10 km femminili
I 10 chilometri femminili dei Campionati europei di nuoto di fondo 2012 si sono disputati il 12 settembre a Piombino.
La gara è stata vinta dall'italiana Martina Grimaldi, con il tempo di 2h12'23"3.

## Risultati
| Pos.    | Atleta               | Nazionalità | Tempo     | Distacco |
| ------- | -------------------- | ----------- | --------- | -------- |
| Oro     | Martina Grimaldi     | Italia      | 2h12'23"3 | -        |
| Argento | Angela Maurer        | Germania    | 2h12'24"7 | +1"4     |
| Bronzo  | Jana Pechanová       | Rep. Ceca   | 2h12'26"1 | +2"8     |
| 4       | Alice Franco         | Italia      | 2h12'26"3 | +3"0     |
| 5       | Margarita Domínguez  | Spagna      | 2h12'30"8 | +7"5     |
| 6       | Anastasija Krapivina | Russia      | 2h12'31"1 | +7"8     |
| 7       | Kalliopi Araouzou    | Grecia      | 2h12'32"5 | +9"2     |
| 8       | Anna Olasz           | Ungheria    | 2h12'43"7 | +20"4    |
| 9       | Natalia Charlos      | Polonia     | 2h12'46"1 | +22"8    |
| 10      | Giorgia Consiglio    | Italia      | 2h12'46"7 | +23"4    |
| 11      | Yurema Requena       | Spagna      | 2h12'50"2 | +26"9    |
| 12      | Célia Barrot         | Francia     | 2h13'13"0 | +49"7    |
| 13      | Nicole Cirillo       | Italia      | 2h13'13"1 | +49"8    |
| 14      | Arianna Bridi        | Italia      | 2h13'24"1 | +1'00"8  |
| 15      | Elizaveta Gorškova   | Russia      | 2h13'39"0 | +1'15"7  |
| 16      | Silvie Rybářová      | Rep. Ceca   | 2h13'43"3 | +1'20"0  |
| 17      | Nadine Reichert      | Germania    | 2h14'18"5 | +1'55"2  |
| 18      | Coralie Codevelle    | Francia     | 2h14'55"9 | +2'32"6  |
| 19      | Greta Sandrini       | Italia      | 2h19'10"1 | +6'46"8  |
| 20      | Ilaria Raimondi      | Italia      | 2h19'11"8 | +6'48"5  |
| 21      | Xenia Vilariño       | Spagna      | 2h19'16"2 | +6'52"9  |
| 22      | Barbora Picková      | Rep. Ceca   | 2h19'23"1 | +6'59"8  |
| 23      | Nikolett Szilágyi    | Ungheria    | 2h19'23"5 | +7'00"2  |
| 24      | Rotem Amit           | Israele     | 2h30'23"4 | +18'00"1 |
| -       | Lindi Verkooyen      | Paesi Bassi | -         | OTL      |
| -       | Alexandra Panayides  | Cipro       | -         | DNF      |
| -       | Daniela Pinto        | Portogallo  | -         | DNF      |
| -       | Anna Guseva          | Russia      | -         | DNF      |